# Un poliziotto alle elementari
Un poliziotto alle elementari (Kindergarten Cop) è un film del 1990 diretto da Ivan Reitman.

## Trama
In California, Cullen Crisp, un ricco e spietato trafficante di droga, apprende da un giovane informatore che sua moglie, fuggita da cinque anni col loro bambino (che egli vorrebbe riprendere con sé), vive con il piccolo nella cittadina di Astoria nell'Oregon. Invece di dare all'informatore i soldi promessi, lo uccide e scappa, senza sapere che all'assassinio ha assistito, nascosta, Cindy, la ragazza del giovane ucciso. Subito dopo sopraggiunge il poliziotto John Kimble, che da tempo indaga su Crisp, e riesce a fatica a far testimoniare contro di lui la spaventata ragazza, che è una tossicomane: l'omicida viene arrestato, mentre sua madre Eleanor promette di aiutarlo in ogni modo. Poiché la polizia ha saputo che la moglie e il figlio di Crisp si trovano ad Astoria (ma non ha loro fotografie e ignora sotto quale nome si nascondano) vengono inviati sul posto Kimble e la sua collega Phoebe O'Hara, che deve presentarsi come maestra d'asilo nella scuola elementare locale, per indagare sul bambino conteso.
Quando i due poliziotti giungono ad Astoria, essendo Phoebe ammalata, John è costretto a prendere il suo posto, ed è assunto dalla direttrice, miss Schlowsky, già avvertita della sua missione segreta. Il primo impatto di Kimble con gli scatenati bambini dell'asilo è pessimo, ma presto, grazie al gioco della "Scuola di Polizia", egli riesce a renderli calmi e disciplinati e a farsi apprezzare da loro. Gli si affeziona specialmente Dominic, un maschietto di sei anni, la cui madre, Joyce Palmieri, separata dal marito, insegna nella stessa scuola. Presto John, che si sta innamorando di Joyce, ed è ricambiato, comprende che lei e Dominic sono coloro che egli cerca, e confida finalmente alla donna la sua vera identità. Proprio allora giunge ad Astoria Crisp, accompagnato dalla madre, che, fatta morire Cindy per overdose, ha provocato la liberazione del figlio, contro il quale non ci sono più testimoni.
Introdottosi nella scuola, ed individuato suo figlio (che non può riconoscere), Crisp cerca di rapirlo, ma Kimble lo insegue nella scuola, in cui divampa un incendio provocato deliberatamente dal criminale. Kimble, dopo un crudo scontro con Crisp, riesce ad eliminarlo ma accorre la madre di questi che, ferito gravemente John, sta per ucciderlo, quando viene colpita dalla sopraggiunta Phoebe. Ormai guarito, Kimble, entusiasta del suo lavoro di insegnante, sceglie di restare nella scuola, di sposare Joyce e di essere un padre per Dominic.

## Produzione
L'istituto scolastico dove sono state girate le riprese è la John Jacob Astor Elementary School, situato a 3550 Franklin Avenue, Astoria. Altre scene sono state girate a Cannon Beach, Los Angeles e Santa Ana. Esse sono state realizzate dal 30 maggio al 4 settembre 1990. Il budget per la realizzazione del film è stato di circa 26000000 di dollari.

## Distribuzione
Il film è stato distribuito il 21 dicembre 1990 negli Stati Uniti d'America, in Argentina (come Un detective en el kinder) e Australia il 3 gennaio 1991, in Brasile il 25 gennaio come Um Tira no Jardim de Infância, il 1º febbraio in Regno Unito, Irlanda e Svezia (come Dagissnuten), il 7 febbraio in Germania come Kindergarten Cop e l'8 marzo in Italia.

## Curiosità

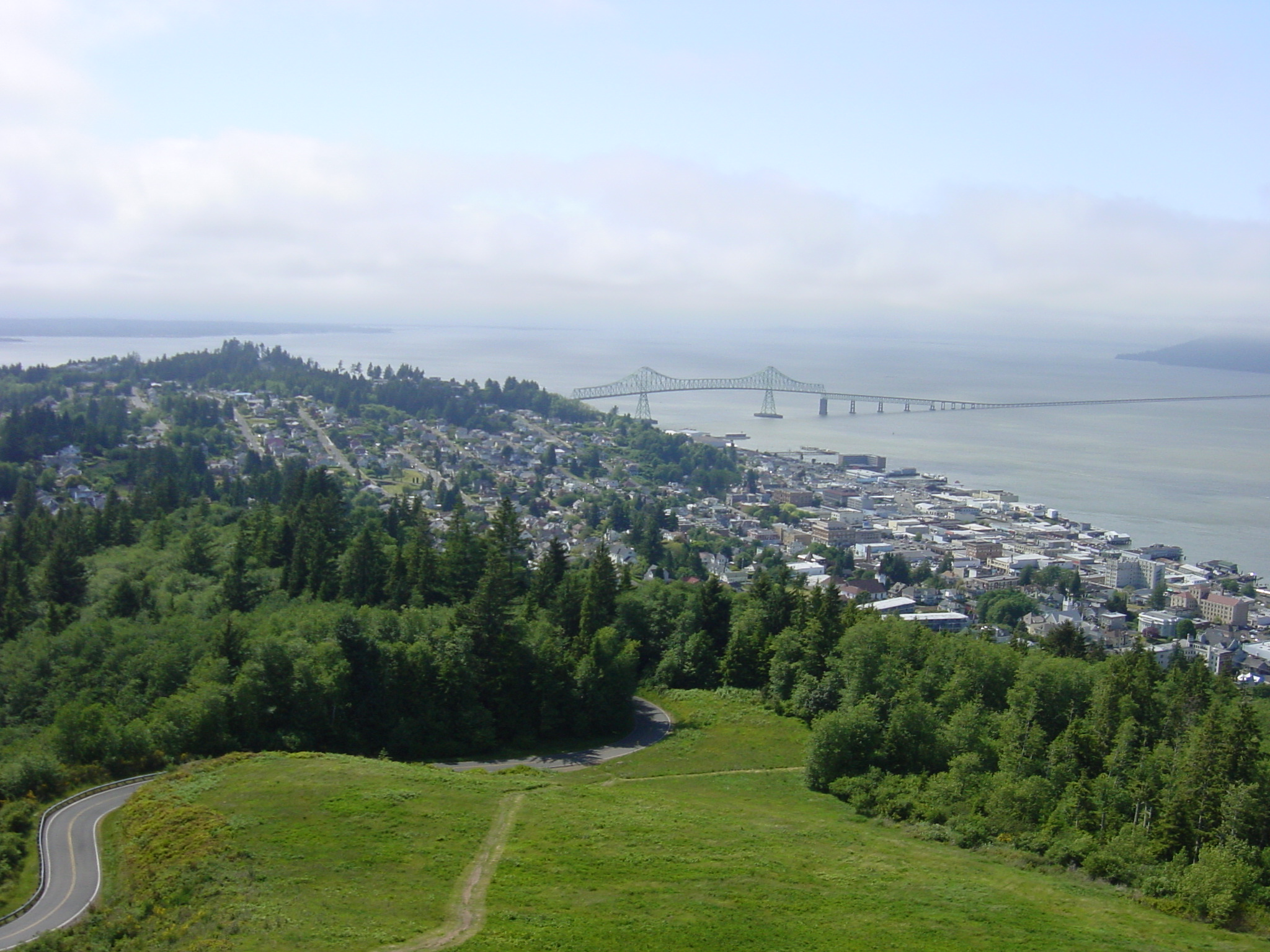
Vista di Astoria in Oregon.

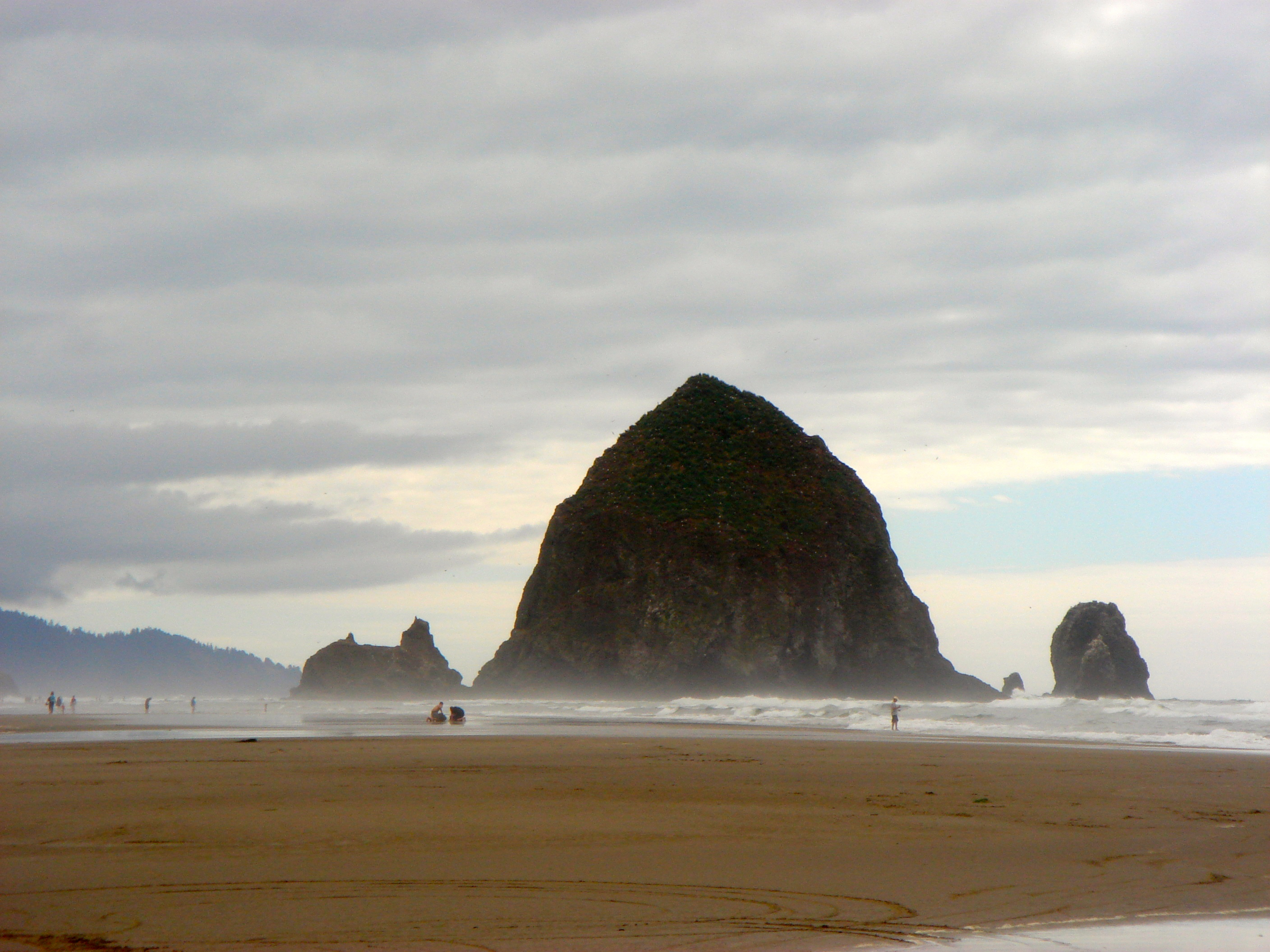
Vista di Haystack Rock a Cannon Beach in Oregon.

- Prima che la parte del personaggio di John Kimble andasse definitivamente ad Arnold Schwarzenegger, vennero considerati anche altri attori del calibro di Danny DeVito, Bill Murray e Patrick Swayze.
- La scuola utilizzata per il set si trova ad Astoria al 3550 di Franklin Ave, a circa 300 metri dalla casa in cui è stato girato il film I Goonies. La scena all'aperto in cui i bambini svolgono la recita con le parole di Abraham Lincoln è stata girata presso l'Ecola State Park, anche questa usata come location per I Goonies. Da quella posizione, infatti, è possibile vedere sullo sfondo il faraglione Haystack Rock di Cannon Beach, visibile anche nel film.

## Sequel
La divisione della Universal, la 1440 Entertainment, ha annunciato un sequel del film, affidato alla regia di Don Michael Paul, regista di Infiltrato speciale e Jarhead 2: Field of Fire senza Arnold Schwarzenegger. La sceneggiatura è di David H. Steinberg.
Il protagonista del sequel è Dolph Lundgren, ed il film Un poliziotto all'asilo è uscito nel mercato direct-to-video nel 2016.